# Barbacoa coreana
La barbacoa coreana (en coreano: 고기구이, /gogi-gu-i/,, 'carne asada') es un conjunto de platillos populares en la cocina coreana de carne asada, generalmente de ternera, cerdo o pollo. Estos platillos a menudo se preparan en parrillas de gas o carbón integradas en la mesa del comedor. Algunos restaurantes coreanos que no tienen parrillas incorporadas brindan a los clientes estufas portátiles para que los comensales las usen en sus mesas. Alternativamente, un chef usa una parrilla que se muestra en el centro para preparar platos a pedido.
La forma más representativa de gogi-gu-i es el bulgogi, generalmente elaborado con solomillo o filete de lomo marinado en rodajas finas. Otra forma popular es el galbi, hecho con costillas de res marinadas. Sin embargo, gogi-gu-i también incluye muchos otros tipos de platos de carne marinados y sin marinar, y se puede dividir en varias categorías. La barbacoa coreana es popular en su país de origen, pero también ha ganado popularidad en todo el mundo.

## Variedades
| Carne         | Marinado | Sin marinar |
| ------------- | --- | --- |
| Carne de vaca | - Bulgogi (불고기) (también conocido como 'carne de fuego') - Galbi (갈비) - Jumulleok (주물럭), filetes cortos marinados con aceite de sésamo | - Chadolbagi (차돌박이), punta de pechuga en rodajas finas - Deungsim (등심), solomillo - Kkot deungsim (꽃등심), rollo de filete de costilla - Ansim (안심), solomillo de ternera - Salchisal (살치살), cola de la solapa del mandril - Galbisal (갈비살), carne de costilla - Chae kkeut (채끝), lomo de tira - Buchaesal (부채살), hoja superior - Anchangsal (안창살), filete de falda exterior - Chimasal yangji (치마살양지), filete de flanco |
| Cerdo         | - Dwaeji bulgogi (돼지불고기), bulgogi de cerdo picante                                                                                        | - Samgyeopsal (삼겹살), panza de cerdo |
| Pollo         | - Dak galbi (닭갈비), pollo marinado picante                                                                                                   | - Dak gu-i (닭구이), pollo a la parrilla |

## Carnes marinadas a la barbacoa
Bulgogi es la variedad más popular de barbacoa coreana. Antes de cocinar, la carne se marina con una mezcla de salsa de soya, azúcar, aceite de sésamo, ajo y pimienta. Se cocina tradicionalmente usando parrillas o planchas de domo perforado que se asientan sobre braseros, pero la cocción en sartén también se ha vuelto común.

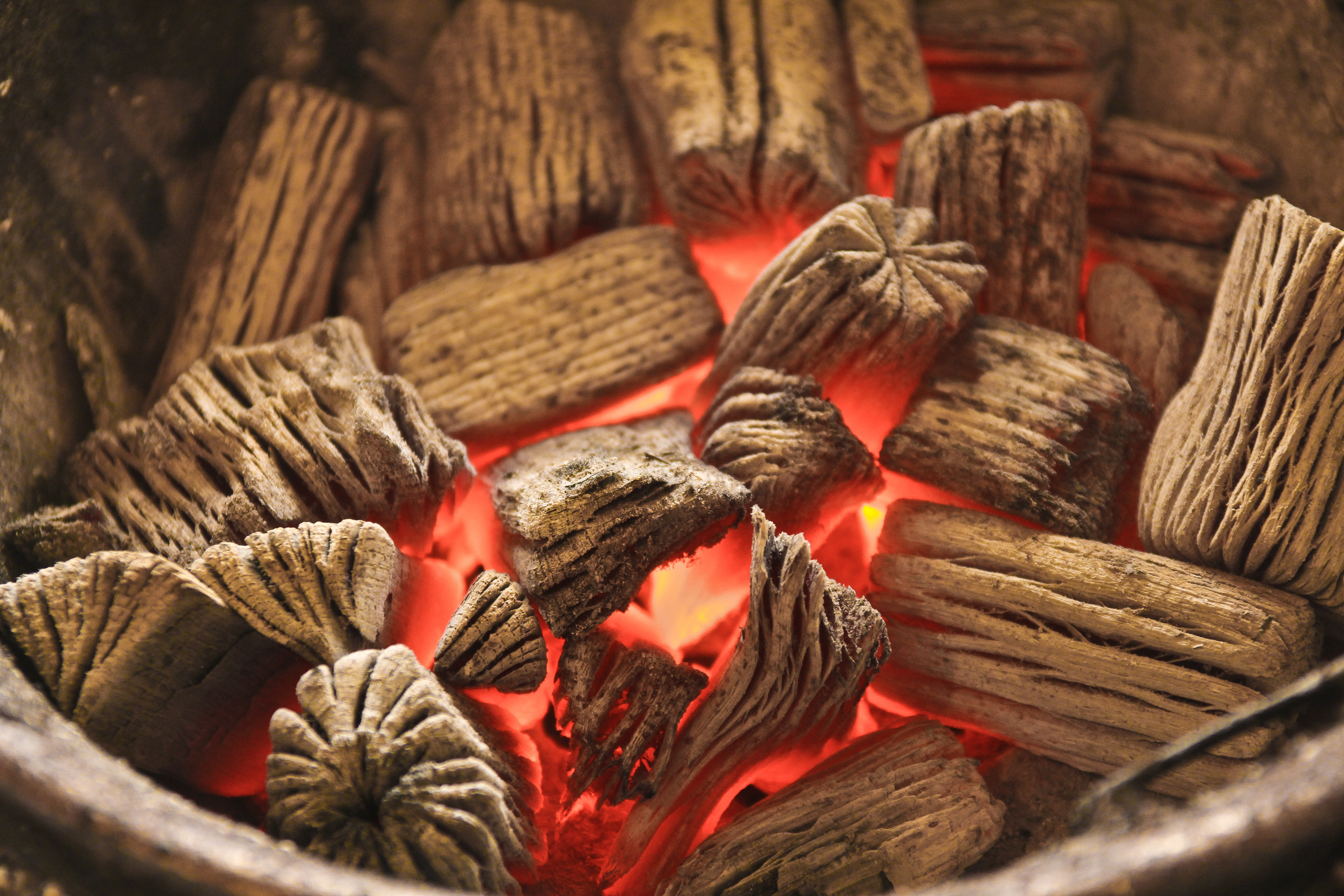
Sutbul (brasas de carbón) para barbacoa

Galbi se prepara con costillas de res, marinado en una salsa que puede contener salsa de soya, agua, ajo, azúcar y cebollas en rodajas. Se cree que sabe mejor cuando se asa a la parrilla con carbón u hollín (숯, astillas de madera quemada).
Jumulleok es un bife marinado con aceite de sésamo, sal y pimienta. Es casi similar al gogigui sin marinar y una cosa que lo distingue de otros tipos es su textura jugosa similar a un filete. Jumulleok también se encuentra comúnmente con pato en rodajas en lugar de carne de res.
El daeji bulgogi de cerdo picante es también un plato popular de gogigui. Se diferencia del bulgogi de res en que la marinada no se basa en salsa de soja, sino que se marina en salsas a base de gochujang y/o gochu garu (chile en polvo coreano).

## Carnes a la parrilla sin adobar

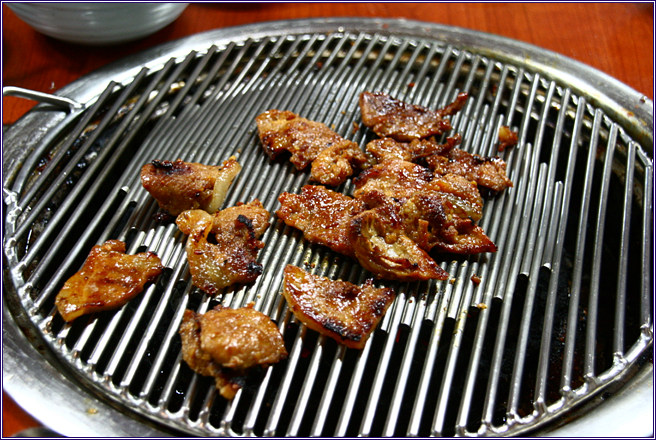
Barbacoa coreana-Galbi

Chadolbegi es un plato elaborado con pechuga de ternera en rodajas finas, que no está marinada. Es tan delgado que se cocina casi instantáneamente tan pronto como se deja caer en una sartén caliente.
Samgyeopsal está hecho de tiras más gruesas de panza de cerdo sin sal. Tiene áreas grasas y es sensible. En Corea, el samgyeopsal se come con más frecuencia que el chadolbegi debido al precio comparativamente más bajo de la carne de cerdo. Se come tradicionalmente con soju (un alcohol tradicional).

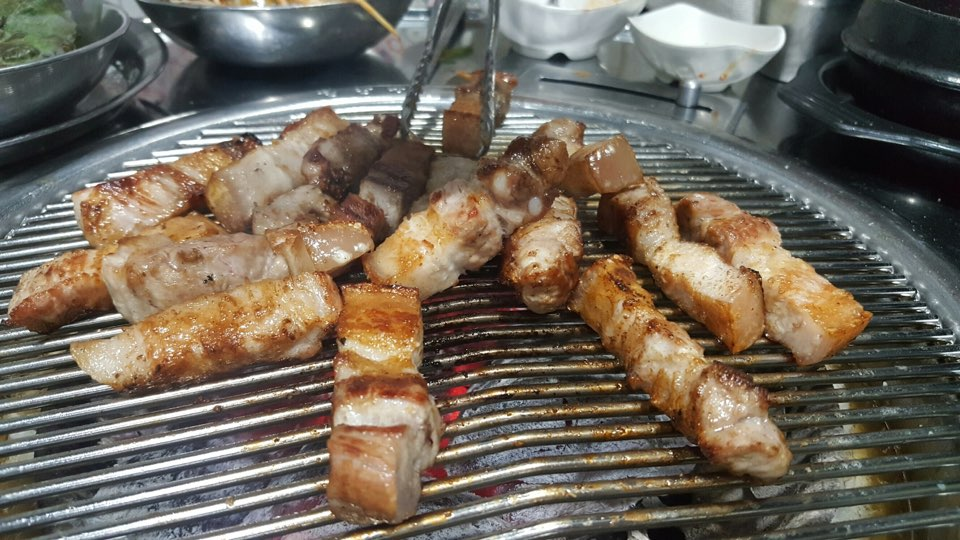
Panceta de cerdo a la barbacoa coreana

Los lomos (deungshim, 등심) y las costillas deshuesadas (갈비살) también son una opción popular como un tipo de gogigui sin marinar.

## Guarniciones
Gogi-gui viene con varios banchan (guarniciones). Una ensalada de cebolla verde llamada pajeori y un plato de verduras frescas que incluye lechuga, pepinos y pimientos acompañan invariablemente los platos de carne en los restaurantes. Una forma popular de comer barbacoa coreana es envolver la carne con lechuga y agregar condimentos como pajoeri (ensalada de cebolleta picante) y ssamjang (una pasta picante hecha de doenjang mezclada con gochujang).

## Galería
|              |
| Cocina Galbi |

|                                               |
| Lomos recién cortados y costillas deshuesadas |

|                           |
| Galbi marinado deshuesado |

|                  |
| Barbacoa coreana |

|                                                  |
| Galbisal, costillas deshuesadas antes de cocinar |

|                                   |
| Galbisal asado después de cocinar |

|                                                               |
| Una guarnición de pajeori (파절이), ensalada de cebolla verde |